# Seagrove
Seagrove – miasto w Stanach Zjednoczonych, w stanie Karolina Północna, w hrabstwie Randolph.